# Biarritz Challenger 1979
Il Biarritz Challenger 1979 è stato un torneo di tennis facente parte della categoria ATP Challenger Series nell'ambito dell'ATP Challenger Series 1979. Il torneo si è giocato a Biarritz in Francia dal 7 al 13 agosto 1979 su campi in terra rossa.

## Vincitori

### Singolare
Erick Deblicker ha battuto in finale  Kjell Johansson con il punteggio di 6–4, 6–4, 2–6, 2–6, 8–6

### Doppio
Ernie Ewert /  Victor Eke hanno battuto in finale  Herve Gauvain /  Jereome Vanier con il punteggio di 6–1, 6–4, 6–1